# Five Times Five
Five Times Five ist ein US-amerikanischer Kurzfilm aus dem Jahr 1939. Der Dokumentarfilm wurde von Frederic Ullman Jr. unter der Regie von Frank P. Donovan bei RKO Radio Pictures in Schwarzweiß produziert. Die US-Premiere fand am 19. Juli 1939 statt.

## Handlung
Der Film zeigt den fünften Geburtstag der Dionne-Fünflinge Annette, Cecile, Emilie, Yvonne und Marie Dionne. Es wird eine private Geburtstagsfeier im Garten gezeigt. Neben den fünf Mädchen sind ihr Mentor Allan Roy Dafoe, der Journalist und Radiosprecher Alexander Woollcott, ein Priester, zwei Krankenschwestern sowie der Kameramann Harry W. Smith anwesend.

## Hintergrund
Die Dionne-Fünflinge waren die ersten bekannten überlebenden Fünflinge. Die eineiigen Mädchen wurden am 28. Mai 1934 in Ontario in Kanada geboren. Bei der Hausgeburt ohne Strom oder fließendes Wasser waren der Landarzt Allan Roy Dafoe und zwei Hebammen anwesend. Ihre Geburt galt seinerzeit als Sensation und brachte ihnen eine große Popularität. 1935 wurde den Eltern das Sorgerecht entzogen, und Dafoe zugesprochen. Dieser begann die Fünflinge in zahlreichen Werbe- und Filmauftritten zu vermarkten.

## Auszeichnungen
Five Times Five wurde 1940 für einen Oscar in der Kategorie Bester Kurzfilm (2 Filmrollen) nominiert.